# Juan de Dios Bargas
Juan de Dios Bargas y Origüela fue un militar de origen altoperuano que luchó en la guerra de independencia argentina y las posteriores guerras civiles.
También llamado Juan de Dios Vargas en las fuentes, nació en Santa Cruz de la Sierra en algún momento del siglo XVIII. Como sargento en el regimiento Dragones de la Patria combatió en Puesto del Marqués, Venta y Media y Sipe-Sipe en 1815. Durante la Anarquía del Año XX acompañó al general Carlos María de Alvear, siendo capturado en la toma de San Nicolás de los Arroyos el 2 de agosto de 1820. Posteriormente, sirvió como coronel al caudillo de la provincia de La Rioja, Juan Facundo Quiroga, en El Tala y Rincón de Valladares. En la primera fue Bargas quien informó a Quiroga de que su rival, Gregorio Aráoz de Lamadrid aparentemente había muerto y el riojano le exigió llevarlo a ver el cadáver, que después no encontraron porque Lamadrid estaba vivo y había huido.
Después de su victoria en Rodeo de Chacón, Quiroga nombró a Bargas comandante general de la provincia de San Juan. Luego, con las fuerzas reclutadas en San Juan y La Rioja, Bargas fue enviado a acabar con Gregorio Aráoz de Lamadrid, cabecilla unitario refugiado en San Miguel de Tucumán. El 27 de septiembre de 1831, consiguió vencer al teniente coronel Juan José Guesi en Miraflores. Bargas mandó fusilar a Guesi el día 30. El plan era coordinar su ofensiva con el caudillo de la provincia de Santiago del Estero, Juan Felipe Ibarra. Sin embargo, los unitarios lograron vencerlos por separado, a Ibarra en Río Hondo y a Bargas en Miraflores, obligando a Quiroga a intervenir personalmente. En la subsecuente batalla de La Ciudadela, el 4 de noviembre de ese año, una descarga de metralla de la artillería del coronel Juan Arengreen dio muerte a Bargas. En el drama histórico teatral Facundo se muestra al caudillo riojano lamentando la muerte del coronel Bargas.